# Grön flodtrollslända
Grön flodtrollslända (Ophiogomphus cecilia) är en art i insektsordningen trollsländor som tillhör familjen flodtrollsländor. 

## Kännetecken
Den gröna flodtrollsländan har en gulaktig grundfärg med en glänsande grönfärgad ovansida på mellankroppen och ett grönfärgat huvud. På bakkroppen finns svarta teckningar, både hos honan och hanen. Vingarna är genomskinliga med mörkt vingmärke. Vingbredden är 65 till 75 millimeter och bakkroppens längd är 37 till 40 millimeter.

## Utbredning
Den gröna flodtrollsländan finns i mellersta, södra och östra Europa, samt i delar av Skandinavien och Ryssland. I Sverige är den mycket sällsynt och arten har endast hittats vid Råne älv. Denna population har troligen vandrat in från Finland, där den också förekommer sällsynt, liksom i Danmark.  Den är landskapstrollslända för Norrbotten.

### Status
I Sverige var den gröna flodtrollsländan klassad som starkt hotad av Artdatabanken i 2005 års rödlista. I 2010 års rödlista klassades den som sårbar. i 2015 års rödlista uppgraderades den till nära hotad. Längre söderut i Europa är den dock vanligare och enligt IUCN är arten i sin helhet inte hotad.

## Levnadssätt
Den gröna flodtrollsländans habitat är rinnande vattendrag, som åar och floder. Utvecklingstiden från ägg till imago är tre till fyra år och flygtiden är från slutet av juni till augusti.